# Palazzo Giordani (Cerreto Sannita)
Il palazzo Giordani è un palazzo sito nel comune di Cerreto Sannita. 
Venne costruito entro il 1695 da Francesco Giordani, commerciante di panni lana. 
Attualmente è di proprietà del dr. Alfonso De Nicola, medico sociale della Società Sportiva Calcio Napoli.

## Descrizione
L'esterno, rimasto inalterato nel corso dei secoli, ha delle decorazioni a rinzaffo nell'intonaco che contribuiscono a dare eleganza alla facciata assieme ai balconi con gattoni in pietra lavorati e ringhiere in ferro bombate con porta fiaccole.
Il portale, costituito da bugne a cuscinetto, è decentrato nel prospetto perché poco tempo della costruzione l'ala a sinistra venne venduta.